# Rudolf Wöhrl

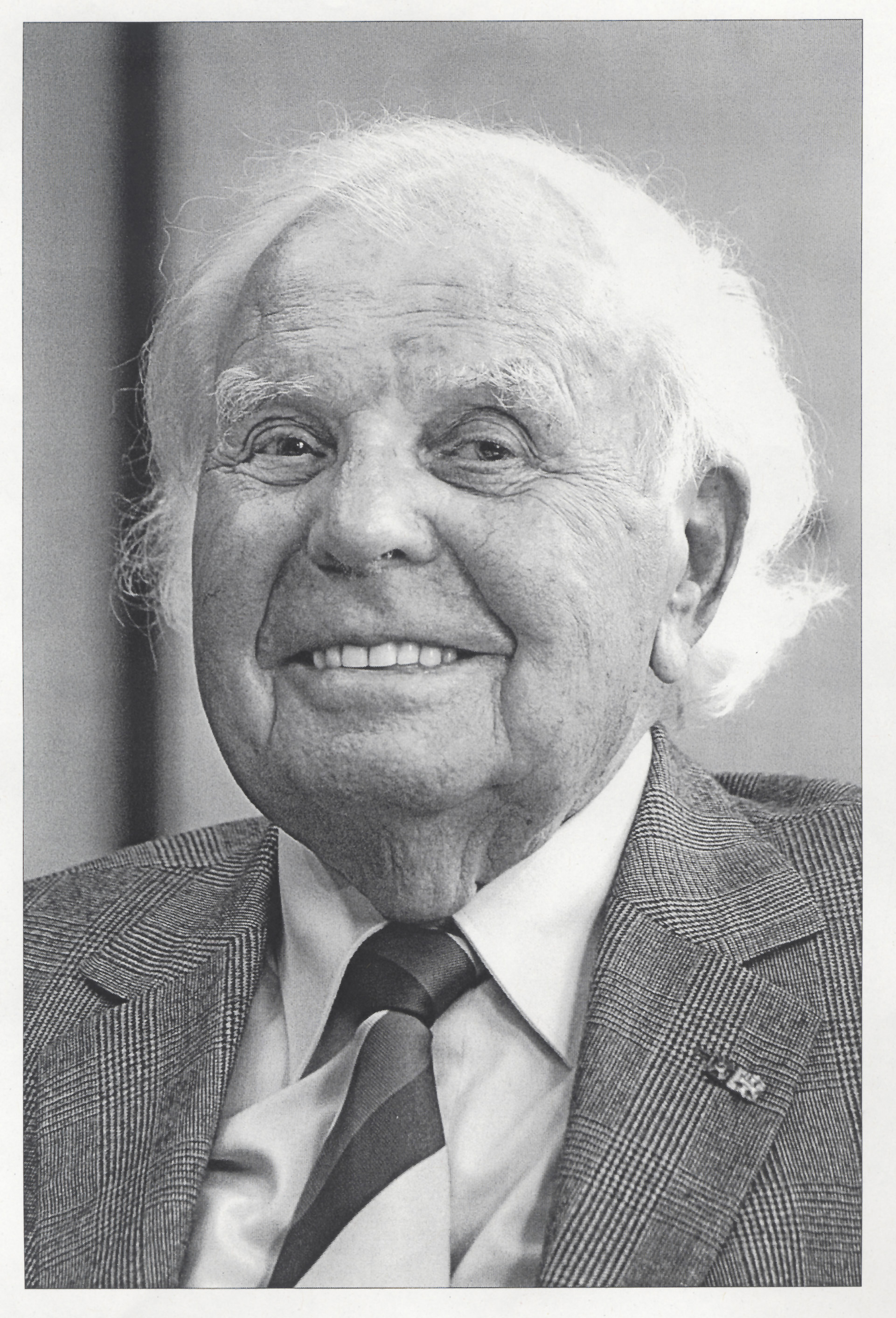

Rudolf Wöhrl (* 1. August 1913 in Karlstein-Dettingen; † 18. Januar 2010 in Nürnberg) war ein deutscher Unternehmer.

## Leben
Wöhrl wurde in eine Eisenbahnerfamilie geboren. Nach dem Volksschulabschluss und dem Tod seines Vaters im Jahr 1923 übernahm er eine Stelle als Anwaltsgehilfe in Aschaffenburg, um die Familie zu ernähren. 1933 eröffnete er in Nürnberg ein Herrenbekleidungsgeschäft, dem er den Namen „Zetka“ (zuverlässige Kleidung) gab. Bereits 1939 betrug der Umsatz des Unternehmens etwa 500.000 Reichsmark.
Laut einem Historiker-Gutachten des Stadtarchivs Nürnberg war Wöhrl seit 1931 förderndes Mitglied der NSDAP und seit dem 1. November 1933 freiwilliges Mitglied der SS (Schutzstaffel) im Rang eines Rottenführers. Im Zweiten Weltkrieg leistete er Kriegsdienst und übertrug die Führung des Unternehmens daher an seine erste Frau Berta. Sein Ladengeschäft wurde bei einem Bombardement im Jahr 1945 zerstört. Nach Ende des Krieges begann er gemeinsam mit seiner Frau in Roth bei Nürnberg, sein Unternehmen neu aufzubauen. Im Jahr 1949 eröffnete er am Weißen Turm das heutige Wöhrl-Stammhaus, damals noch auf einer Fläche von 60 Quadratmetern. In der Folge expandierte das Unternehmen und wurde zu einem der Branchenführer im Modebereich in Deutschland. Wöhrl übergab die Firmenleitung im Jahr 1970 an seine Söhne Hans Rudolf und Gerhard. Von 1971 bis 1991 war er Vizepräsident der Nürnberger Industrie- und Handelskammer.
1985 heiratete er seine zweite Ehefrau Mizzi.
2002 wurde das von Wöhrl gegründete Unternehmen in eine Familien-AG umgewandelt und firmiert seither unter Rudolf Wöhrl AG.
2009 stiftete Wöhrl dem Universitätsklinikum Erlangen 250.000 Euro für Forschungsprojekte. Als Dank benannte die medizinische Fakultät den großen Hörsaal in der Innenstadt für zehn Jahre in „Rudolf-Wöhrl-Hörsaal“ um. Nach Bekanntwerden seiner NSDAP- und SS-Mitgliedschaft wurde der Hörsaal im Februar 2023 wieder in „Hörsaal Östliche Stadtmauerstraße 11“ umbenannt.

## Auszeichnungen
- Bayerischer Verdienstorden
- 1974: Verdienstkreuz 1. Klasse der Bundesrepublik Deutschland
- 1983: Goldener Nürnberger Trichter der Nürnberger Trichter Karnevalsgesellschaft e.V. 1909
- 1998: Großes Verdienstkreuz mit Stern der Bundesrepublik Deutschland[6]
- 1993: Bürgermedaille der Stadt Nürnberg
- Ehrenbürger der Gemeinde Dettingen, inzwischen ein Ortsteil von Karlstein am Main[7]
- Al-Radi-Orden des Königs von Marokko